# 인스머스
인스머스(Innsmouth)는 하워드 필립스 러브크래프트의 크툴후 신화 단편들에 등장하는 가상의 마을이다. 러브크래프트는 1920년 단편 〈셀레파이스〉에서 인스머스를 영국의 가상의 마을로 언급하였으나, 후에 1936년 〈인스머스의 그림자〉에서 매사추세츠주에 위치한 것으로 바꾸었다. 현재 인스머스라고 하면 일반적으로 매사추세츠의 가상의 마을을 의미한다.

### 위치
러브크래프트는 인스머스를 매사추세츠주 에식스 군의 해안에, 프럼 섬 남쪽과 앤 곶 북쪽에 위치했다. 실존하는 도시인 입스위치는 인스머스와 이웃하고 있으며, 인스머스 주민들이 종종 이곳에서 물건을 사곤 한다고 한다. 인스머스는 매사추세츠 주의 다른 마을인 로울리와도 이웃하고 있어, 인스머스의 정확한 위치는 에식스 만 어딘가가 될 것이다.

### 묘사
〈인스머스의 그림자〉의 주인공은 도시의 첫인상을 다음과 같이 묘사한다.

마을은 넓고 빽빽한 건축물들로 채워져 있었으나 생기라고는 놀라울 저도로 미미했다. 엉켜 있는 굴뚝에선 드물게 연기가 솟아올랐으며, 높은 첨탑 세 개가 경직된 채 솟아 수평선을 마주하였다. 그 중 하나는 꼭대기에서부터 무너지고 있었으며, 그 첨탑과 다른 하나에는 시계가 있어야 할 곳에 검은 구멍만이 뚫려 있었다. 삭아들어가는 수많은 맞배지붕들과 박공벽들은 너무나도 선명하게 벌레먹은 부패를 떠올리게 하였으며 가까이 다가가자 많은 지붕들이 완전히 삭아들어 있음을 볼 수 있었다. 그 곳에는 몇몇 커다란 정사각형의 추녀마루, 둥근 지붕, 그리고 "미망인의 길" 난간이 달린 조지아식 주택들이 있었다. 이들은 대부분 습기 때문에 검게 썩어들어가고 있었으나, 하나나 둘 정도는 간혹 보존상태가 괜찮았다.
해안가에 들어가자 부패는 더욱 심했으나 그 중에도 무슨 공장처럼 보이는 벽돌로 지어진 종탑 하나는 잘 보존되어 있었다. 항구는 오랫동안 모래에 뒤덮인 채 오래된 석제 방파제에 둘러싸여 있었다.
해안에서 불쑥 튀어나온 모호하게 썩어들어가는 부두의 잔해들 중에서도 남쪽 끝이 가장 썩어있는 것 같았다. 바다 멀리로는 만조임에도 불구하고 기묘한 악의를 숨기고 있는 듯한 검은 선이 해안선 위로 솟아나 있는 것을 보았으니, 나는 이것이 그 악마의 암초임을 알았다.

### 역사
러브크래프트는 인스머스가 1643년 세워져 미국 독립 이전에는 조선업으로 유명했고, 19세기 중에는 풍요로운 수산물로 유명했고, 후에는 공업 중심지가 되었다고 적고 있다. 그러나 1812년의 전쟁으로 배들이 침몰하고 선원을 잃게 되어 무역에 차질을 빚게 되었으며, 1828년 무렵에는 오베드 마쉬 선장의 함대만이 유일하게 인스머스와 외부와의 교역을 유지하게 되었다. 마쉬 가는 현재도 인스머스의 유지 중 하나이다.
1840년 마쉬는 인스머스에 다곤비밀결사회라는 교단을 세웠다. 결사회는 그가 항해 중 만난 폴리네시아 원주민들의 믿음에 기초해 있다. 머지 않아 마을의 수산업은 크게 발전하게 되었다.
기록에 따르면 1846년 전염병이 돌아 마을의 인구를 크게 줄였다고 하나, 실제로는 해저인들에 의한 행위였다. 오베드 마쉬는 이들과의 계약에 들어가 황금과 물고기의 대가로 희생을 제공하였던 것이다. 오베드 마쉬와 그 추종자들이 체포된 후 희생식은 중단되었으며 해저인들은 퇴각했다. 그러나 결사회는 후에도 계속하여 재건되었고, 해저인과의 혼혈이 시작되어 인스머스의 유명한 기형적 외모를 가져오게 하였다. 결과적으로 인스머스는 주변으로부터 여러 해 동안 외면당했으며, 1927년 미 연방에서 밀주 제조 혐의로 조사가 들어오기 전까지 외부와의 연결이 완전히 단절되었다.

## 같이 보기
- 아캄
- 킹스포트